# 永野亮比己
永野 亮比己（ながの あきひこ、1986年3月10日 - ）は日本のミュージカル俳優およびバレエダンサーである。神奈川県平塚市出身。元劇団四季所属。

## 来歴
17歳の時、現代バレエの巨匠モーリス・ベジャールのスクールオーディションに合格しスイスへ留学。「ルードラ・ベジャール・ローザンヌ・バレエ学校」を卒業後は、オーストリア「グラーツ・オペラ・バレエ」へ入団。2006年帰国後、劇団四季へ入団「キャッツ」のランパスキャット役でミュージカルデビュー。2008年退団後はダンスカンパニー「Noism」に参加。日本各地や海外でも踊る。2010年より再度劇団四季で活動を開始、「キャッツ」ミストフェリーズ役や「ウィキッド」のフィエロ役などを演じる。2018年同劇団を退団後はフリーのダンサー、振付師として活動中。二期会オペラ「アイーダ」のダンサーとして出演。「ウエストサイドストーリーseason2(豊洲アラウンドシアター)」ではアクション役を演じる。宝塚歌劇団月組「ON THE TOWN」、花組「TAKARAZUKA MUSICAL ROMANCE 花より男子」の振付を手掛ける。

## 主な出演作品

### 劇団四季所属時代
- キャッツ（2005年～ランパスキャット、2010年～ミストフェリーズ）
- ウィキッド（チステリー、フィエロ)
- コーラスライン（リチー）
- アラジン（アンサンブル9枠）
- ソング＆ダンス 65（ダンサー）

### 劇団四季退団後
- ミュージカル「ビリー・エリオット〜リトル・ダンサー」（2020年9月11日-14日 オープニング公演、2020年9月16日-10月17日 赤坂ACTシアター、2020年10月30日-11月14日 梅田芸術劇場）- オールダー・ビリー役　アンサンブル
- ミュージカル「ジェイミー」（2021年8月 - 9月予定、東京建物 Brillia HALL他）- トレイ・ソフィスティケイ 役、ライカ・バージン 役、男性役アンダースタディ
- ミュージカル「東京ラブストーリー」（2022年11月 - 12月、東京建物 Brillia HALL 他)
- ミュージカル「ビリー・エリオット〜リトル・ダンサー〜」（2024年7月 - 11月、東京建物 Brillia HALL 他） - オールダー・ビリー 役[1]